# Conus sponsalis
Espèce
Statut de conservation UICN

 LC  : Préoccupation mineure
Conus sponsalis est une espèce de mollusques gastéropodes marins de la famille des Conidae.
Comme toutes les espèces du genre Conus, ces escargots sont prédateurs et venimeux. Ils sont capables de « piquer » les humains et doivent donc être manipulés avec précaution, voire pas du tout.

## Description
La taille de la coquille varie entre 12 mm et 34 mm. Le corps whorl est quelque peu convexe sur les côtés, large à l'épaule, qui est quelque peu arrondie. Sa couleur est blanc jaunâtre, avec quelques marques longitudinales en zigzag châtain ou rouge, formant une large bande supérieure interrompue, et souvent une bande inférieure plus étroite. La base de la coquille est violacée.

## Distribution
Cet escargot conique se trouve à Aldabra, archipel des Chagos, Mascareignes, Mozambique, Mer Rouge et la côte ouest de l'Afrique du Sud ; également au large de Nouvelle-Zélande, au large de l'Australie (Nouvelle-Galles du Sud, Territoire du Nord, Queensland et Australie-Occidentale).

### Niveau de risque d’extinction de l’espèce
Selon l'analyse de l'UICN réalisée en 2011 pour la définition du niveau de risque d'extinction, cette espèce est présente dans l'ensemble de l'Indo-Pacifique. Elle est très commune et abondante. Il n'y a pas de menaces majeures connues pour cette espèce. Elle est répertoriée comme étant de préoccupation mineure. Cette espèce est très répandue et abondante.

## Taxonomie

### Publication originale
L'espèce Conus sponsalis a été décrite pour la première fois en 1792 par le conchyliologiste danois Christian Hee Hwass dans « Encyclopédie méthodique ou par ordre de matières Histoire naturelle des vers - volume 1 » écrite par le naturaliste français Jean-Guillaume Bruguière (1750-1798),.

### Synonymes
- Conus (Harmoniconus) sponsalis Hwass, 1792 · appellation alternative
- Conus maculatus Bosc, 1801 · non accepté
- Conus puncturatus Hwass, 1792 · non accepté
- Harmoniconus sponsalis (Hwass, 1792) · non accepté